# Limnas
Limnas és un gènere de plantes de la família de les poàcies. És originari de l'Àsia central, al nord de Sibèria.
El gènere va ser descrit per Carl Bernhard von Trinius i publicat a Fonamenta Agrostographiae 116, t. 6. 1820[Jan]. L'espècie tipus és: Limnas stelleri Trin..

## Taxonomia
- Limnas malyschevii  O.D. Nikif.
- Limnas stelleri  Trin.
- Limnas veresczagini  Krylov i Schischkin